# Tibiran-Jaunac
Tibiran-Jaunac (okzitanisch: Tibiran e Jaunac) ist eine französische Gemeinde mit 330 Einwohnern (Stand: 1. Januar 2022) im Département Hautes-Pyrénées in der Region Okzitanien; sie gehört zum Arrondissement Bagnères-de-Bigorre und zum Kanton La Vallée de la Barousse. Die Einwohner werden Tibirannais-Jaunacais/Tibirannaises-Jaunacaises genannt.

## Geografie
Die Gemeinde Tibiran-Jaunac liegt in den Pyrenäen, rund 14 Kilometer südöstlich der Stadt Lannemezan an der Grenze zum Département Haute-Garonne. Sie besteht aus den Dörfern Jaunac und Tibiran sowie mehreren Streusiedlungen. Die Garonne bildet streckenweise die östliche Gemeindegrenze. Weite Flächen sind bewaldet. Höchster Punkt der Gemeinde ist der Le Picon im Westen der Gemeinde. Die Gemeinde liegt wenige Kilometer südlich der Autoroute A64.
Umgeben wird Tibiran-Jaunac von den Nachbargemeinden Mazères-de-Neste im Norden, Gourdan-Polignan (im Département Haute-Garonne) im Nordosten, Seilhan (im Département Haute-Garonne) im Osten, Labroquère (im Département Haute-Garonne) im Südosten, Saint-Bertrand-de-Comminges (im Département Haute-Garonne) im Süden, Générest im Südwesten sowie Aventignan im Westen.

## Geschichte
Höhlenmalereien in zwei Grotten und Überreste aus gallo-römischer Zeit belegen eine frühe Besiedlung. Der Ort Tibiran tauchte erstmals als Tebiran in einem Kopialbuch der Grafschaft Comminges auf. Im Mittelalter lag der Ort in der Region Armagnac, die ein Teil der Provinz Gascogne war. Die Gemeinde gehörte von 1793 bis 1801 zum District La Barthe. Zudem lag Tibiran-Jaunac von 1793 bis 2015 im Kanton Saint-Laurent-de-Neste. Die Gemeinde ist seit 1801 dem Arrondissement Bagnères-de-Bigorre zugeteilt. Zwischen 1790 und 1794 vereinigten sich die beiden Gemeinden Tibiran und Jaunac zur neuen Gemeinde Tibiran-Jaunac.

## Bevölkerungsentwicklung
| Jahr                       | 1962 | 1968 | 1975 | 1982 | 1990 | 1999 | 2006 | 2014 | 2020 |
| Einwohner                  | 244  | 240  | 222  | 229  | 246  | 246  | 247  | 295  | 323  |
| Quellen: Cassini und INSEE |      |      |      |      |      |      |      |      |      |

## Sehenswürdigkeiten
- steinzeitliche Grotte, seit 1953 als Monument historique ausgewiesen[1]
- Kirche Saint-Pierre in Tibiran
- Kirche Saint-Jean-Baptiste in Jaunac
- Kapelle Notre-Dame-du-Bout-des-Rives bei Barsous im Südosten der Gemeinde
- Château Boucoulan, Schloss im Nordosten der Gemeinde
- Gedenkplatte für die Gefallenen[2]
- mehrere Wegkreuze

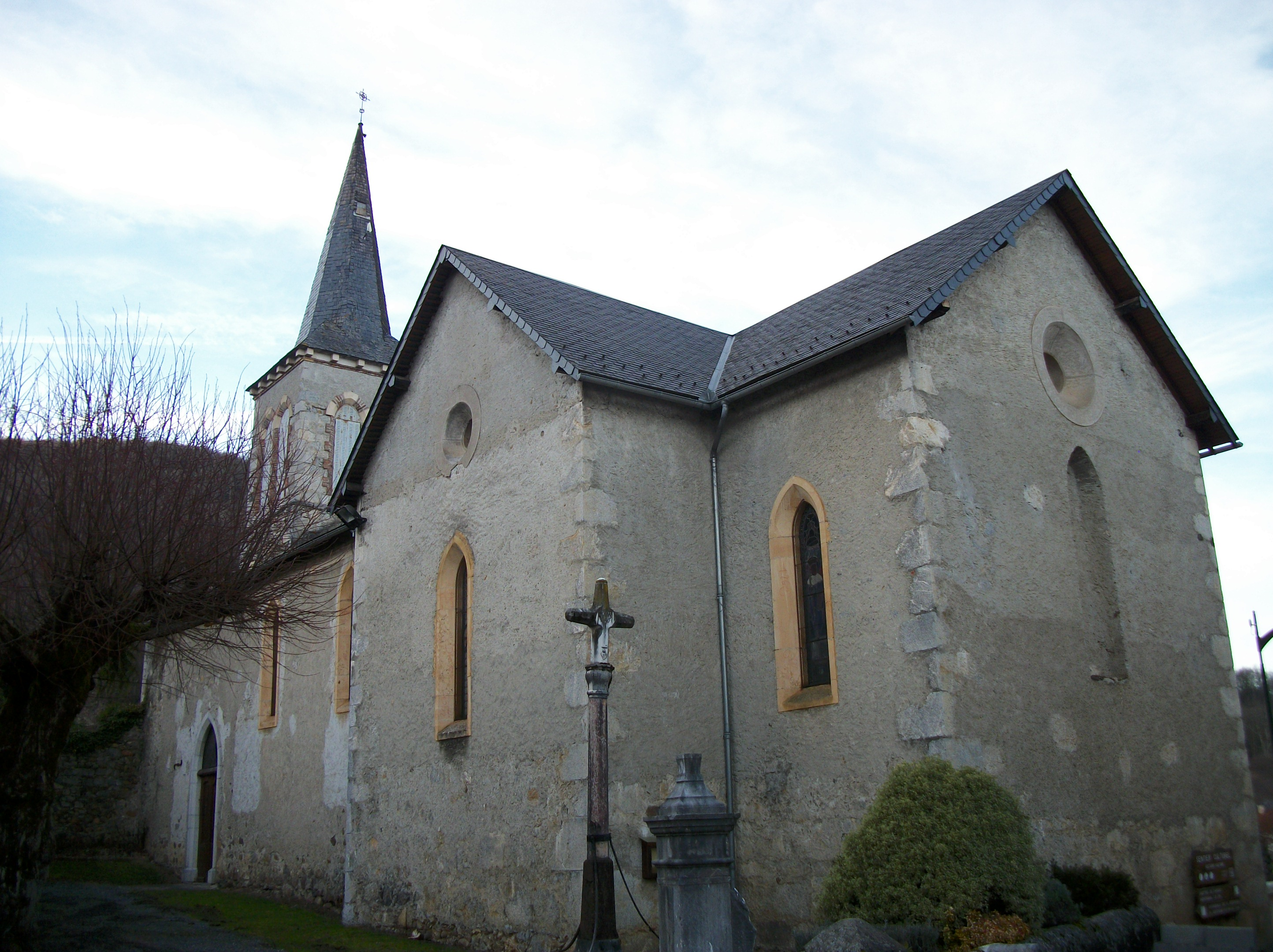
Kirche Saint-Pierre
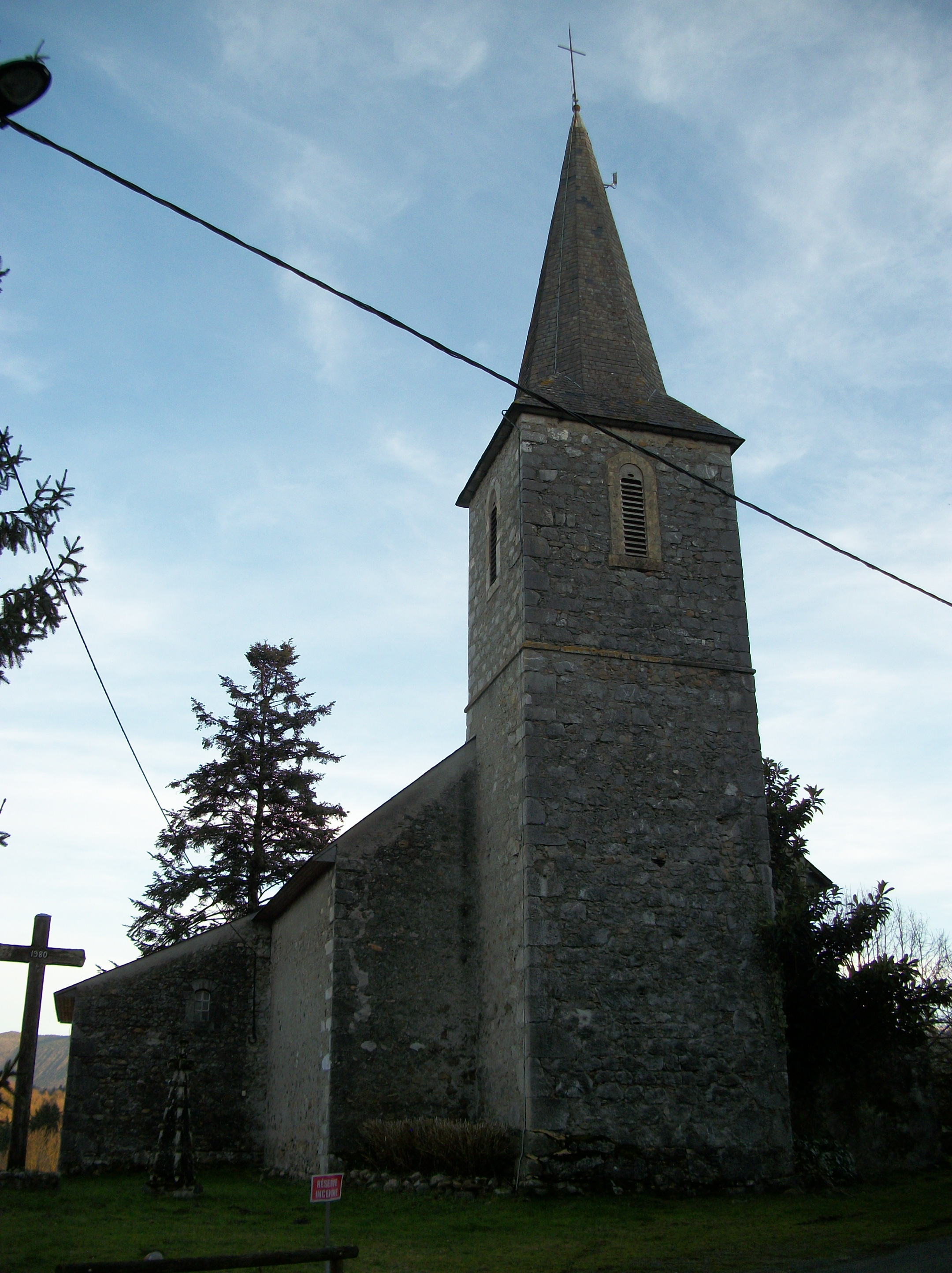
Kirche Saint-Jean-Baptiste